# Sollevamento pesi ai XVII Giochi panamericani
Il sollevamento pesi ai XVII Giochi panamericani si svolgerà all'Oshawa Sports Centre di Oshawa, in Canada, dall'11 al 15 luglio 2015. 

## Calendario
Tutti gli orari secondo il Central Standard Time (UTC-5).
| Data          | Inizio | Evento         | Fase   |
| ------------- | ------ | -------------- | ------ |
| Sab 11 luglio | 14:00  | 56 kg uomini   | Finale |
| Sab 11 luglio | 16:30  | 48 kg donne    | Finale |
| Sab 11 luglio | 19:00  | 62 kg uomini   | Finale |
| Dom 12 luglio | 14:00  | 53 kg donne    | Finale |
| Dom 12 luglio | 16:30  | 69 kg uomini   | Finale |
| Dom 12 luglio | 19:00  | 58 kg donne    | Finale |
| Lun 13 luglio | 14:00  | 77 kg uomini   | Finale |
| Lun 13 luglio | 16:30  | 63 kg donne    | Finale |
| Lun 13 luglio | 19:00  | 85 kg uomini   | Finale |
| Mar 14 luglio | 14:00  | 69 kg donne    | Finale |
| Mar 14 luglio | 16:30  | 94 kg uomini   | Finale |
| Mar 14 luglio | 19:00  | 75 kg donne    | Finale |
| Mer 15 luglio | 14:00  | 105 kg uomini  | Finale |
| Mer 15 luglio | 16:30  | +75 kg donne   | Finale |
| Mer 15 luglio | 19:00  | +105 kg uomini | Finale |

## Risultati

### Uomini
| Evento  | Oro                | Argento                 | Bronzo                 |
| 56 kg   | Habib de las Salas | Carlos Berna-González   | Luis Garcia            |
| 62 kg   | Óscar Figueroa     | Francisco Mosquera      | Jesús López            |
| 69 kg   | Luis J Mosquera    | Bredni Roque            | Francis Luna-Grenier   |
| 77 kg   | Addriel La O       | Junior Sánchez          | Jhor Moreno            |
| 85 kg   | Yoelmis Hernández  | Yadier Nuñez            | Juan Francisco Ruiz    |
| 94 kg   | Kendrick Farris    | Norik Vardanian         | Javier Vanega          |
| 105 kg  | Jesús González     | Mateus Gregorio Machado | Jorge Arroyo           |
| +105 kg | Fernando Reis      | George Kobaladze        | Fernando Salas Manguis |

### Donne
| Evento | Oro               | Argento                 | Bronzo                     |
| 48 kg  | Candida Vasquez   | Ana Segura              | Beatriz Piron              |
| 53 kg  | Rusmeris Villar   | Génesis Rodríguez Gómez | Yafreysi Silvestre         |
| 58 kg  | Lina Rivas        | Yusleidy Figueroa       | Quisia Guicho              |
| 63 kg  | Mercedes Perez    | Marina Rodríguez        | Bruna Nascimento Piloto    |
| 69 kg  | Leidy Solis       | Neisi Dajomes           | Aremi Fuentes-Zavala       |
| 75 kg  | Ubaldina Valoyes  | Fernanda Valdés         | Jaqueline Antonia Ferreira |
| +75 kg | Yaniuska Espinosa | Naryury Perez           | Seledina Nieve             |

## Medagliere
| Posizione | Nazione         | Oro | Argento | Bronzo | Totale |
| --------- | --------------- | --- | ------- | ------ | ------ |
| 1         | Colombia        | 8   | 3       | 2      | 13     |
| 2         | Venezuela       | 2   | 4       | 1      | 7      |
| 3         | Cuba            | 2   | 2       | 1      | 5      |
| 4         | Brasile         | 1   | 1       | 2      | 4      |
| 5         | Stati Uniti     | 1   | 1       | 0      | 2      |
| 6         | Rep. Dominicana | 1   | 0       | 3      | 4      |
| 7         | Ecuador         | 0   | 1       | 3      | 4      |
| 8         | Messico         | 0   | 1       | 2      | 3      |
| 9         | Canada          | 0   | 1       | 1      | 2      |
| 10        | Cile            | 0   | 1       | 0      | 1      |
| Totale    | Totale          | 15  | 15      | 15     | 45     |